# Eriopyga adjuntasa
Eriopyga adjuntasa là một loài bướm đêm trong họ Noctuidae.